# 小倉宮恒敦
小倉宮 恒敦（おぐらのみや つねあつ、生年不詳 - 応永29年7月15日（1422年8月2日））は、南朝最後の天皇である後亀山天皇の皇子。小倉宮家初代。親王宣下があったかどうか不明。また諱については『南朝皇胤紹運録』では「良泰」、『南帝自天親王川上郷御宝物由来』には「実仁」とあるが、確証はない。子に小倉宮聖承がいる。

## 概略
足利義満の主導で実現した南北朝合一では、「両朝御流相代之御譲位」、つまり以後は旧北朝と旧南朝が交互に皇位に即くという約束だった。しかし、その約束は後小松天皇の認めるところではなく、後小松天皇の後継を定める立太子もないまま応永15年（1408年）には義満が死去。そんな中、応永17年（1410年）になって後亀山院は突如として吉野へ出奔。その理由について伏見宮貞成親王の日記『看聞御記』では「此五六年被號御窮困」としており、経済的困窮が理由とされているものの、村田正志は「もちろんこれがその理由のみではなく、また一方では、義満が在世中にはまだ皇太子が定まらなかったけれども（略）」と、南北朝合一の約束が果たされなかったことに対する抗議の意味は込められていたという見方を示しており、森茂暁も「後亀山の最大限の抗議行動とみてよい」としている。しかし、そうした政治的デモンストレーションは結局、何の実りももたらさなかった。応永18年（1411年）11月、後小松天皇は第一皇子の躬仁を皇太子とし、応永19年（1412年）8月、称光天皇が践祚した。わずか11歳という幼さだった。それから4年後の応永23年（1416年）9月、後亀山院は嵯峨に還御。『看聞御記』によれば、室町殿（足利義持）よりの再三の申し入れに応じての還御という。そして、応永31年（1424年）4月12日、崩御。醍醐寺座主・満済の日記『満済准后日記』によれば「大覚寺法皇崩御。雷鳴最中云々」。
その後亀山院に恒敦という皇子がいたことを伝えているのが前内大臣・万里小路時房の日記『建内記』で、嘉吉3年（1443年）5月9日の条として「南方小倉宮」（第2代小倉宮聖承を指す）の入滅について記しつつ割注として「後醍醐院玄孫、後村上曾孫、後亀山院御孫、故恒敦宮御子」云々。これにより、後亀山院には恒敦という皇子がおり、これが初代小倉宮であることが裏付けられる。ただし、森によれば小倉宮恒敦の関係史料は乏少で、この記事の他には権大納言・中山定親の日記『薩戒記』の目録の応永29年（1422年）7月15日の条として「小倉殿御入滅事」とあるのが唯一という。森はこの「小倉殿」が小倉宮恒敦であるとしており、であるならば恒敦は父である後亀山院に先立って亡くなったことになる。しかし、恒敦についてわかっているのはこれくらいで、後亀山院が吉野へ出奔した砌、皇子である恒敦が同行したのかどうかも一次史料では裏付けられない。村田も「恒敦宮に関し、確実なる史料に基く事歴としては、これ以上遺憾ながら何とも言えぬ」としており、後亀山天皇の皇子でありながら、生年すらも明らかではなく、その実像は歴史のベールに包まれている。